# プリンスウィリアム郡 (バージニア州)

バージニア州内の位置

プリンスウィリアム郡（Prince William County）は、アメリカ合衆国バージニア州にある郡。ワシントンD.C.の南西に位置している。人口は48万2204人（2020年）。郡庁は独立市のマナサスに立地している。この郡はワシントン・ボルチモア・北バージニア広域都市圏の一部である。

## 地理
アメリカ合衆国統計局によると、この郡は総面積902 km2 (348 mi2) である。このうち875 km2 (338 mi2) が陸地で、27 km2 (11 mi2) が水域である。総面積の3.04%が水域となっている。

## 人口動勢
2000年国勢調査で、この郡は人口280,813人、94,570世帯、及び72,724家族が暮らしている。人口密度は321/km2 (831/mi2) である。112/km2 (290/mi2) の平均的な密度に98,052軒の住宅が建っている。この郡の人種的な構成は白人68.93%、アフリカ系アメリカ人18.76%、先住民0.39%、アジア系3.81%、太平洋諸島系0.13%、その他の人種4.35%、及び混血3.62%である。人口の9.74%はヒスパニックまたはラテン系である。
この郡内の住民は30.40%が18歳未満の未成年、18歳以上24歳以下が8.80%、25歳以上44歳以下が35.20%、45歳以上64歳以下が20.80%、及び65歳以上が4.80%にわたっている。中央値年齢は32歳である。女性100人当たりの男性は99.50人である。18歳以上の女性100人当たりの男性は97.40人である。
この郡の一世帯当たりの平均的な収入は65,960米ドルであり、一家族当たりの平均的な収入は71,622米ドルである。男性は45,595米ドルに対して女性は34,286米ドルの平均的な収入がある。この郡の一人当たりの収入 (per capita income) は25,641米ドルである。人口の4.40%及び家族の3.30%は貧困線以下である。全人口のうち18歳未満の5.60%及び65歳以上の4.70%は貧困線以下の生活を送っている。

## 町とCDP

### 町
- クアンティコ (Quantico)
- Dumfries
- Haymarket
- Occoquan

### CDP
| - Aden - Antioch - Brentsville - Bristow - Buckhall - Bull Run | - Catharpin - Cornwell - Dale City - Gainesville - Groveton - Independent Hill | - Joplin - Lake Ridge - Linton Hall - Loch Lomond - Minnieville - Montclair | - Nokesville - Quantico Station - Rixlew - Southbridge - Sudley - Thoroughfare | - Triangle - Wellington - West Gate - ウッドブリッジ (Woodbridge) - Yorkshire |

### 独立市
マナサスとマナサスパークは独立市であり、郡に属さない。